# Hobart and William Smith Colleges
Die Hobart and William Smith Colleges, auch The Colleges of the Seneca genannt, sind eine private Hochschule in Geneva im amerikanischen Bundesstaat New York. Der Campus befindet sich am Seneca Lake, dem größten der Finger Lakes in Upstate New York. Das nur Männern zugängliche Hobart College und das für Frauen reservierte William Smith College lehren beide liberal arts.
Die Ursprünge der Hochschule gehen auf die 1797 gegründete Geneva Academy zurück, die nach einigen Jahren der Inaktivität dank der Unterstützung durch Bischof John Henry Hobart 1822 als Geneva College neu eröffnet wurde. 1852 erfolgte eine Umbenennung in Hobart College. 1908 ergänzte der Philanthrop William Smith das nur Männern zugängliche Hobart College durch eine Einrichtung für weibliche Studierende, das William Smith College. Obwohl beide Colleges von Beginn an Professoren und einige Baulichkeiten teilten, erfolgte der Unterricht bis 1938–1941 getrennt. 1943 wurde das William Smith College von einem bloßen Department des Hobart College zu einer eigenständigen Einrichtung aufgewertet, die gleichberechtigt unterhalb der Dachnamen The Colleges of the Seneca bzw. Hobart and William Smith Colleges auftritt. Obwohl beide Colleges bis heute bis zu einem gewissen Grad unabhängig voneinander agieren, sind weite Teile der akademischen Lehre und der Verwaltung im Rahmen eines Coordinate System genannten Arrangements zusammengelegt. Angeboten werden B.A.-, B.Sc.- und M.A.-Studiengänge.
Zu bekannten Abgängern der Colleges zählen Elizabeth Blackwell, Edward S. Bragg, Bayard Clarke, Harry Coover, Peter Myndert Dox, Charles J. Folger, Rodney Frelinghuysen, Abigail Johnson, Richard R. Kenney, Christopher McDonald, Mark Neveldine, George Washington Woodward und Ralph Walter Graystone Wyckoff.